# Jerzy Ślaski
Jerzy Ślaski, ps. „Nieczuja” (ur. 3 lutego 1926 w Warszawie, zm. 21 lutego 2002) – polski dziennikarz i pisarz, autor opracowań dotyczących II wojny światowej i powojennego podziemia niepodległościowego.

## Życiorys
Pochodził z rodu Slaskich h. Grzymała. Był wychowankiem Korpusu Kadetów nr 1 Marszałka Józefa Piłsudskiego we Lwowie. W czasie wojny członek oddziału partyzanckiego AK Mariana Bernaciaka „Orlika”. ppor. Armii Krajowej ps. „Nieczuja”, uczestnik zbrojnej ucieczki z obozu NKWD w Skrobowie.
Po wojnie był redaktorem naczelnym „WTK” (1958-1970), „Słowa Powszechnego” (1980-1981) oraz „Polski Zbrojnej” (1990-1992) i (1992-1994), członek Rady Ochrony Pamięci Walk i Męczeństwa od 1992 roku. Był wieloletnim członkiem władz naczelnych Stowarzyszenia PAX oraz Zarządu Głównego Stowarzyszenia Dziennikarzy Polskich.
Miał syna Piotra Jerzego Ślaskiego. Pochowany na cmentarzu Powązkowskim (kwatera 231-2-28/29).
Światowy Związek Żołnierzy Armii Krajowej ustanowił w 2008 nagrodę im. Jerzego Ślaskiego. Jest ona nadawana „za wybitne osiągnięcia w pracy naukowej, publicystycznej, dydaktycznej i w innych formach działalności, mających na celu badania, utrwalanie i rozpowszechnianie wiedzy o Polskim Państwie Podziemnym, SZP-ZWZ-AK i II konspiracji niepodległościowej”.

## Nagrody i odznaczenia
- Srebrny Krzyż Orderu Virtuti Militari
- Krzyż Komandorski Orderu Odrodzenia Polski (1994) „za udział w walkach w obronie Rzeczypospolitej Polskiej”[7]
- Krzyż Kawalerski Orderu Odrodzenia Polski (1969)[8]
- Srebrny Medal „Za zasługi dla obronności kraju” (1973)[9]
- Złota odznaka honorowa „Za Zasługi dla Warszawy”  (1989)[10]
- nagroda im. Włodzimierza Pietrzaka (1962) w dziedzinie publicystyki
- nagroda „Kierunków” (1986) za książkę „Polska walcząca”

## Publikacje
- Polska walcząca (1939-1945), T. 1-6 w 3 wol., Warszawa 1985.
- Skrobów. Dzieje obozu NKWD dla żołnierzy AK. 1944-1945, Warszawa (wyd. 1 1990, wyd. 2 popr. i uzup. 2003).
- Polska walcząca (1939-1945), 6 cz. w 1 wol., Wyd. 2 popr. i uzup., Warszawa 1990.
- Żołnierze wyklęci, Warszawa (wyd. 1 1996, wyd. 2 2000, wyd. 3 2004).
- Polska walcząca (1939-1945) T. 1-3, Wyd. 3 rozsz., Warszawa 1999.